# لويس أوري
لويس فريدريك أوري (بالإنجليزية: Lewis Frederick Urry)‏ (29 يناير 1927 - 19 أكتوبر 2004) مهندس كيميائي ومخترع كندي. اخترع كلاً من البطارية القلوية وبطارية الليثيوم.

## حياته
ولد في 29 يناير 1927 في مدينة بونتيبول بمقاطعة أونتاريو وتخرج بدرجة البكالوريوس في الهندسة الكيميائية من جامعة تورنتو عام 1950 ، عمل في إيفريدي بتري (بالإنجليزية: Eveready Battery)‏ بعد بضعة أشهر من تخرجه.
خلال الخمسينيات من القرن الماضي جرب العديد من المهندسين البطاريات القلوية ولكن لم يتمكن أحد من تطوير بطارية تعمل لفترة أطول.
في عام 1955 تم إرسال أوري إلى مختبر في مدينة بارما بولاية أوهايو لاكتشاف طريقة لإطالة العمر الافتراضي لبطارية الزنك والكربون. قرر أوري أن إنشاء نوع جديد من البطاريات سيكون أكثر فعالية من حيث التكلفة من تطوير البطاريات القديمة.
اكتشف أوري بعد اختبار عدد من المواد أن أكسيد المنغنيز الرباعي والزنك الصلب يعملان بشكل جيد مع مادة قلوية كمحلول الإلكتروليت. كانت مشكلته الرئيسية أن البطارية لا تستطيع توفير طاقة كافية تمكن أوري من التغلب على هذه المشكلة باستخدام مسحوق الزنك. عمل على عشرات الأنواع المختلفة من البطاريات وخلايا الطاقة وحصل على 51 براءة اختراع.
كان متزوجا من بيفرلي آن ولديهما 3 أبناء وبنتان. توفي في 19 أكتوبر 2004 ودفن في مدينة إيتون بولاية أوهايو.

## وصلات خارجية
- Guardian obituary
- براءة اختراع الخلايا القلوية الجافة US2960558
- كيف غذى مهندس كندي صناعة البطاريات Shane Dingman, Globe and Mail ، يناير 2017